# Levi Hanssen
Levi Hanssen (Tórshavn, 24 febbraio 1988) è un ex calciatore faroese, di ruolo attaccante.

## Carriera

### Club
Ha giocato nella prima divisione faroese.
In carriera ha totalizzato complessivamente 11 presenze e 6 reti nei turni preliminari di Champions League e 7 presenze e 3 reti in quelli di Europa League.

### Nazionale
Ha giocato nelle nazionali giovanili faroesi Under-17, Under-19 ed Under-21.
Tra il 2009 ed il 2010 ha giocato complessivamente 3 partite con la nazionale faroese.

## Palmarès

### Club

#### Competizioni nazionali
- Formuladeildin: 4

B36 Tórshavn: 2005
EB/Streymur: 2008, 2012
HB Tórshavn: 2010
- Coppa delle Isole Fær Øer: 2

EB/Streymur: 2008, 2010
- Supercoppa delle Fær Øer: 4

HB Tórshavn: 2010
EB/Streymur: 2011, 2012, 2013